# Cardiophorus bipunctatus
Cardiophorus bipunctatus är en skalbaggsart som först beskrevs av Fabricius 1798.  Cardiophorus bipunctatus ingår i släktet Cardiophorus, och familjen knäppare. Arten förekommer tillfälligt i Sverige, men reproducerar sig inte.